# División Paleobotánica del Museo de La Plata
La División Paleobotánica del Museo de La Plata es una de las 15 divisiones o departamentos en los que se organiza el Museo de La Plata (Provincia de Buenos Aires, Argentina). Esta división se encarga de la gestión del patrimonio paleobotánico que se encuentra dentro del Museo de La Plata, y de las investigaciones sobre esta temática en la mencionada institución.

## Historia
Durante las primeras épocas el Museo de La Plata no tuvo paleobotánicos. En una expedición realizada en Mendoza a mediados de 1892, se le pidió al geólogo Rudolph Hauthal la formación de colecciones de plantas fósiles para armar una sección de paleobotánica en el museo. Tres años más tarde, la Revista Museo publicó los trabajos del botánico alemán Federico Kurtz, quien fuera uno de los primeros en desempeñarse en la paleobotánica en Argentina.
Hacia 1921, el repositorio de plantas fósiles del museo se encontraba en la Sección Paleontológica, dentro del Departamento de Paleontología de Invertebrados, y estaba a cargo de Ángel Cabrera Latorre. En 1934, al incorporarse el doctor Joaquín Frenguelli como director del Museo de La Plata, pasa a ser Departamento de Paleozoología de Invertebrados y Paleobotánica, y acrecienta la colección mediante de la donación de la colección personal del mencionado científico, quien llegó a publicar 37 trabajos sobre paleobotánica. Además, durante esta etapa se hizo un nuevo sistema de catalogación por fichas cuadruplicadas (organizándose por orden alfabético, sistemático, geográfico y estratigráfico). 
Tras el alejamiento de Joaquín Frenguelli del Museo de La Plata en 1946, el departamento quedó a cargo del doctor Armando Federico Leanza. En 1948 pasó a la categoría de "división", la cual le fue asignada al doctor Héctor Antonio Orlando en 1950.
En 1961 se separan como unidades de investigación independiente las divisiones de Paleobotánica y Paleozoología de Invertebrados. Cinco años más tarde, el doctor Sergio Archangelsky es designado jefe de la División Paleobotánica.
Tras el alejamiento del doctor Archangelsky, en 1976 el nuevo jefe de la división pasa a ser el doctor Oscar G. Arrondo, quien se desempeñó en conjunto con el doctor Bruno Petriella.
En 1990 la doctora Analía Artabe se hizo cargo de la división hasta 2003, cuando toma el cargo el doctor Eduardo M. Morel, quien estuvo hasta 2015, asumiendo entonces la doctora Josefina Bodnar.

### Lista de directores de la División Paleobotánica
| Nombre                  | Periodo       |
| ----------------------- | ------------- |
| Joaquín Frenguelli      | 1934-1946     |
| Armando Federico Leanza | 1947-1950     |
| Héctor Antonio Orlando  | 1950-1966     |
| Sergio Archangelsky     | 1966-1976     |
| Oscar Guillermo Arrondo | 1976-1990     |
| Analia Emilia Artabe    | 1990-2003     |
| Eduardo Manuel Morel    | 2003-2015     |
| Josefina Bodnar         | 2015-presente |

## Colecciones
Las primeras colecciones datan de la época fundacional del museo, pero se incrementaron notablemente a partir de 1934 con la incorporación del especialista Joaquín Frenguelli, quien donó unos 4.000 ejemplares de plantas fósiles de su colección particular.
Actualmente el repositorio comprende dos colecciones:
- Colección de macrofósiles: son alrededor de 15.500 piezas, y se citan con la sigla LPPB. También existe una colección de tipos que incluye alrededor de 200 taxones y unos 500 especímenes correspondientes a holotipos, paratipos, lectotipos, sintipos, cotipos y neotipos.

- Colección de microfósiles: la integran unas 1.500 piezas entre los que se destacan 280 ejemplares tipo, citados como LPpm. Se compone de preparados de cutículas, cortes de tallos, maderas, preparados palinológicos y tacos de microscopía electrónica.

Las colecciones cuentan con ejemplares de la mayoría de las localidades con plantas fósiles de la Argentina. Además, se albergan restos del Jurásico de la Antártida (Bahía Esperanza y Bahía Botánica), Devónico – Carbonífero de Escocia e Irlanda, del Carbonífero superior de España (La Magdalena – León, Ciñera – Matallane, etc), Carbonífero Superior de los Estados Unidos, Pérmico de China continental, Triásico de Sudáfrica (Molteno Beds), Triásico – Jurásico de Suecia, Jurásico de Inglaterra (Yorkshire) y Cretácico Superior de Chile.

## Investigación
En 1963 se creó el laboratorio de palinología. Siete años más tarde el Sergio Archangelsky publicó el libro Fundamentos de Paleobotánica, primer libro de esta temática editado en idioma español.
Entre las principales líneas de investigación abordadas por la División Paleobotánica, se pueden mencionar:
- Estudio y evolución de las plantas vasculares primitivas
- Estudio de las paleofloras triásicas y jurásicas de la Argentina
- Estudio de las Cycadales fósiles de la Argentina
- Estudios de tallos y maderas fósiles
- Floras Cretácicas y Cenozoicas
- Estudios geológicos y paleobotánicos (fitolitos) en la Formación Chapadmalal, Provincia de Buenos Aires, Argentina.